# Визуальная журналистика
Визуа́льная журнали́стика (англ. Visual journalism) — методика «комбинирования слов и изображений», которая позволяет донести до потребителя СМИ информацию в полном объёме; эта стилистика  подразумевает использование кодов и символов, узнаваемых читателям вне зависимости от его/её культурного и/или социального контекста.

Ключевой идеей визуальной журналистики являются ответы на вопросы читателя в максимально доступной и понятной для читателя форме. Поэтому все составляющие материала, опубликованного в газете или на сайте — заголовки, иллюстрации, текст, дополнительные справочные сведения — организуются так, чтобы максимально полно сообщить то, что интересует читателя по данной теме .

## Составляющие метода
- Подразумевается единство вербального и визуального ряда.
- Акцентирование роли заголовка.
- Подбор шрифта имеет значение.
- Отличие документального фото от постановочного [2] .